# Dwi Makmur
Dwi Makmur is een bestuurslaag in het regentschap Bangka van de provincie Bangka-Belitung, Indonesië. Dwi Makmur telt 698 inwoners (volkstelling 2010).